# Le nuove avventure di Peter Pan
Le nuove avventure di Peter Pan (Les Nouvelles Aventures de Peter Pan, in inglese The New Adventures of Peter Pan) è una serie d'animazione di co-produzione francese, indiana e tedesca, composta da 52 episodi in 2 stagioni. È andata in onda in Francia sul canale France 3 dal 22 dicembre 2012 al 25 giugno 2016.
In Italia la prima stagione è andata in onda in prima visione su Dea Kids il 24 giugno 2012 con l'anteprima del primo episodio mentre dal 2 settembre iniziò la trasmissione regolare delle puntate, successivamente arrivò in chiaro su Rai 2 dal 17 dicembre ed in replica su Rai YoYo e Rai Gulp dal 2014. La seconda stagione fu trasmessa sempre su Dea Kids in prima visione assoluta nel 2016 per poi arrivare su Rai Gulp nel corso del medesimo anno.
Uno spettacolo serale, dall'omonimo titolo, è stato prodotto per il parco divertimenti di Mirabilandia, durante le stagioni 2015-2016 in collaborazione con la produzione della serie.
Ispirata al romanzo Peter e Wendy di J. M. Barrie, la serie riprende alcuni personaggi e ne aggiunge altri, cambiando inoltre l'ambientazione nella Londra contemporanea.

## Trama
Peter Pan, il bambino che non cresce mai, va in ricerca di avventure con Wendy, John e Michael sull'Isola che non c'è (Neverland) insieme ai bambini sperduti visitando le sirene, la tribù degli indiani, le sinfidi e in particolare i pirati. Ogni episodio inizia con la partenza dei tre fratelli al seguito di Peter Pan e termina con il loro ritorno a Londra in cui Wendy legge ogni storia a Michael e John.

## Personaggi
- Peter Pan: è il protagonista della serie. Simpatico, abile con la spada, orgoglioso; a volte si comporta come un bambino a volte come un adulto, è sempre pronto a soccorrere i suoi amici. Ha come braccio destro una fata, di nome Trilli (Tinker Bell). Adora attaccare i pirati, in particolare Uncino. Prova dei sentimenti per Wendy, ricambiato. Infatti nella serie ci sono spesso dei momenti romantici fra loro. Doppiatore italiano: Renato Novara.
- Wendy Darling: è la sorella maggiore di Michael e John. Bada molto ai suoi fratelli e ogni sera legge loro una storia. È innamorata ricambiata di Peter Pan e viene sempre salvata da lui se è in pericolo. Doppiatrice italiana: Patrizia Mottola.[1]
- Trilli: è la fata amica di Peter. Bella e a volte vanitosa, con la sua polvere di stelle/fata riesce a far volare chiunque. Ha una cotta per Peter non ricambiata ed è gelosa se egli sta con altre ragazze, in particolare con Wendy. Infatti appena li vede insieme, ringhia dalla rabbia e cerca di allontanarli. Non deve bere il caffè perché in un episodio le ha fatto un brutto effetto: l'ha sdoppiata in quattro fate dei quattro elementi ovvero terra, aria, acqua e fuoco. Doppiatrice italiana: Daniela Fava.
- John Darling: fratello di Wendy e Michael, è il secondogenito. Indossa un paio di occhiali e un berretto. È lui responsabile nel controllare il Grande Libro, che custodisce tutti i segreti dell'isola. È molto intelligente ma non è abile nello sport e ha una cotta per Giglio Tigrato. Doppiatrice italiana: Monica Bonetto.
- Michael Darling: fratello di Wendy e John, è il più piccolo dei tre. È vivace e adora giocare, molto geloso di John a causa dei complimenti che ottiene grazie al suo comportamento sia a casa che a scuola e il suo migliore amico è Baby. Durante gli ultimi episodi della seconda stagione diventa il padroncino di Baroon il dio del caos primordiale dell'Isola che non c'è capace di esaudire i desideri di chi possiede la conchiglia in cui era rinchiuso. Michael abuserà dei desideri creando a causa di Baroon che interpreta i desideri espressi alla lettera solo per farsi delle risate numerosi guai a scapito di chi né viene colpito. Michael e Baroon dopo essersi confessati i loro principali difetti e di essere due veri pasticcioni diventano amici. Dopo che Baroon saluterà Michael poiché si lascerà rinchiudere di nuovo in una nuova conchiglia lasciandogli un fiore che poi si trasformerà tornato nel mondo reale in fuochi d'artificio e lui afferma che non lo dimenticherà mai. Doppiatrice italiana: Federica Valenti.

### I pirati
I pirati abitano nella loro nave, la Jolly Roger. I principali sono:
- Capitan Uncino: è l'antagonista della serie. Viene chiamato così per il suo famoso uncino nel braccio destro che sostituisce la sua mano mangiata da un coccodrillo. Odia molto Peter Pan e cercherà in ogni modo di distruggerlo. Ci sono però, alcuni casi in cui Uncino e Peter sono alleati. Il suo braccio destro è Spugna. Doppiatore italiano: Claudio Moneta.
- Spugna: pirata tonto, è il braccio destro di Uncino. Porta un paio di occhiali e una parrucca bianca tipica dei condottieri. È molto calmo e amorevole rispetto agli altri. Doppiatore italiano: Riccardo Peroni.

Il resto della ciurma comprende:
- Dagan: è un pirata irlandese, è basso e ha una benda sull'occhio, non è molto intelligente e ama molto il Natale. Dagan è famoso soprattutto per la sua voce strana. Doppiatore italiano: Graziano Galoforo.
- Jake Sorrow, un pirata dei Caraibi, elegantemente vestito. Doppiatore italiano: Diego Sabre.
- Chuluun, pirata mongolo, di grande statura. Doppiatore italiano: Alessandro Maria D'Errico.
- Asbjorn, pirata vichingo, dal tipico elmo cornuto. Doppiatore italiano: Dario Oppido (1ª voce), Stefano Albertini (2ª voce)
- Jaro, africano, è il più basso dei pirati. Doppiatore italiano: Guido Rutta.

### I bambini sperduti
I bambini sperduti sono Mira, Maya, Cynthia, Baby, Stringbean e Chubs. Contrariamente al libro in cui erano tutti maschi, qui vi sono 3 ragazze. Vivono con Peter Pan nell'albero che non c'è e adorano le storie di Wendy. Passano il tempo a divertirsi in una sorta di parco giochi e recitano una commedia su Peter Pan che attacca Uncino. Hanno come età: 10, 15, 11, 6, 11 anni e l'età di Chubs è sconosciuta.

### La tribù degli indiani
- Grande Capo: è il capo della tribù. È saggio e pieno di consigli. È vecchio ed è padre di Giglio Tigrato. Doppiatore italiano: Marco Balzarotti.
- Giglio Tigrato: è la figlia del Grande Capo nonché principessa. La sua specialità è il tiro con l'arco. Adora ballare e infatti alla gara in cui ciascuno dimostrava le sue abilità sportive, ballava anche se viene battuta dal ballo pop di Wendy. Doppiatrice italiana: Giuliana Atepi.
- Ragazza della tribù: appare in un episodio mentre raccoglie i fiori e finisce catturata dai pirati.

### Le Sinfidi
Le sinfidi sono piante parlanti con il corpo strisciante, una testa con spine e sul collo hanno dei petali di fiore. Sono delle chiacchierone e parlano in continuazione. Abitano nel giardino segreto dell'isola e sono le vicine delle madri di Trilli.

### Le sirene
Sull'isola c'è una laguna dove abitano le sirene. Si chiamano: Zoe, Chloe e Cleo. Esse non sono quelle che si immaginano: esteticamente sono belle, ma hanno un animo cattivo e vogliono rendere tale chiunque. Però in un episodio diventano più gentili con John e Michael che cercano la fata dell'acqua.

### Mostro Del Mare
Un mostro marino che abita nella palude vicino all' accampamento degli indiani, i quali terrorizza é basato sul personaggio del coccodrillo, ripetendo per lo più il ruolo del suo equivalente come inseguire Capitan Uncino. Tuttavia fisicamente ricorda il personaggio dal quale è tratto. 

### Mamma di Wendy, Michael e John
Appare poco ed ha un ruolo di solito marginale.

### Sienna
Sienna è una giovane ragazza umana, nonché perfida, meschina e disonestà  ladra. È aiutante di Capitan Uncino, rubando varie cose importanti a Peter e ai suoi amici, che a volte gli si ritorce contro. Adora le torte di Spugna. Qualche volta pero, fa squadra con Peter e i Bambini Sperduti. 

### Baroon
Baroon è un genio mitologico e dai poteri cosmici, secondo le leggende creatore di tutta l'Isola che non c'è. Nel finale della serie, Capitan Uncino trova la conchiglia in cui è intrappolato e lo usa per conquistare l'Isola che non c'è. Una volta liberato però, Baroon si rivela essere buono, gentile e goffo. Diventa amico di Michael essendo caduto nel suo comando, ma si dimostra non abile nel esaudire i suoi desideri, creando discapito agli altri. Capitan Uncino si impossessa di lui, ma la sua conchiglia si rompe durante un inganno da parte dei ragazzi. Baroon va fuori controllo e rischia di distruggere tutta l'Isola, ma Michael riesce a farlo rinvenire e tornare buono. Torna nella sua conchiglia ma lascia al suo amico un fiore, che nel mondo reale si trasforma in fuochi d'artificio. Michael gli promette che non lo dimentichera mai. 

### Le Fate Madrine
Le fate madrine sono 4 fate che proteggono la natura. Ognuna rappresenta una stagione dell'anno.

## Luoghi
- Isola che non c'è: è l'ambiente principale delle vicende di Peter Pan e dei suoi amici. Si trova "alla stella a destra e dritto fino al mattino".
- Londra: la città in cui vivono Wendy e i suoi fratelli.
- L'albero che non c'è: è la casa di Peter e dei bambini sperduti ed è un albero enorme con le foglie rosa. Da lì Peter può vedere la Jolly Roger.
- Jolly Roger: è la nave-casa dei pirati.
- Villaggio degli indiani, situato vicino a una montagna.
- Laguna delle sirene: una laguna bellissima dove vivono le malvagie sirene.
- Giardino segreto: è il luogo dell'isola nel quale Wendy cercherà di rilassarsi lontano dai suoi fastidiosi fratelli, ma lì ella troverà le sinfidi.

## Oggetti
Nella serie vi sono vari oggetti che non compaiono nel libro, tra cui:
- Grande libro: è il libro in cui sono custoditi tutti i segreti e le informazioni dell'isola. Il suo proprietario è John, del quale se ne occupa molto.
- Penna Magica: è una penna di pavone che può scrivere sul grande libro e ciò che viene scritto diventa realtà. Se una persona la tocca ne assorbirà il potere malvagio e diventerà cattivo e se la si lascia si torna normali. Alla fine scomparirà.
- Bubu: è l'orsacchiotto di Michael che in un episodio fu scartato e preso da un rottamaio. La disperazione di Michael causa un gelo sull'isola, finché Peter Pan recupera l'orsacchiotto.
- una porta magica che faceva terrorizzare Michael poiché ingoia le persone; è collegata tra giorno e notte ma alla fine non diventa più malvagia.
- un tesoro di monete di cioccolato che causa l'avidità di John, il quale inizia a diventare cattivo e a non condividere le monete con gli amici. Alla fine John perde il tesoro e torna buono.
- uno Specchio che si trova nel giardino segreto. Mostra alla persona che si specchia il riflesso delle proprie aspirazioni (Uncino per esempio si vede Re). Peter Pan vede la sua immagine senza modificazioni in quanto lui è come vorrebbe essere.

## Episodi
| Stagione         | Episodi | Prima TV originale | Prima TV Italia |
| ---------------- | ------- | ------------------ | --------------- |
| Prima stagione   | 26      | 2012               | 2012            |
| Seconda stagione | 26      | 2016               | 2016            |

## Distribuzionehome video
In Francia nel febbraio 2016 è uscita una raccolta di 4 episodi della stagione 1 col titolo Les Nouvelles aventures de Peter Pan - Une Amitié féérique (trad. lett. Le nuove avventure di Peter Pan - Una magica amicizia).
I 4 episodi sono messi uno dopo l'altro sotto forma di film:
1. Marche à Londres
2. Un duo d'enfer
3. Origines
4. Manipulations

## Film
Un film inedito in Italia, Peter Pan : The Quest for the Never Book, è stato distribuito nel 2018 e funge da conclusione per la serie. 

## Diffusione
Il cartone animato è trasmesso in alcuni paesi del mondo.
| Paese                 | Canale                                          |
| --------------------- | ----------------------------------------------- |
| Italia                | DeA Kids, Rai 2, Rai YoYo, Rai Gulp, DeA Junior |
| Francia               | France 3                                        |
| Stati Uniti d'America | Nickelodeon                                     |
| Regno Unito           | Disney Junior                                   |
| Canada                | Cartoon Network                                 |
| Cile                  | Love TV                                         |
| Medio oriente         | Black Heart TV                                  |
| Irlanda               | Powers TV                                       |
| Messico               | Happy Kids Channel                              |
| Svezia                | Fox                                             |
| Macao                 | TDM                                             |
| Finlandia             | MTV OY                                          |
| Giappone              | Tv Tokyo                                        |
| Hong Kong             | TVB Jade                                        |
| Albania               | Disney Junior                                   |
| Montenegro            | Okay channel                                    |
| Benelux               | Disney Junior                                   |
| Germania              | KiKA, ZDF                                       |
| Svizzera              | S1                                              |
| Brasile               | Gloob                                           |
| Portogallo            | SIC, SIC K, Canal Panda                         |
| Polonia               | Canal+ Family                                   |

## Sigla
La sigla italiana "Sulle ali del mondo", cantata da Pierdavide Carone.